# Leutenberg
Leutenberg lalà một thị xã ở huyện Saalfeld-Rudolstadt, trong bang Thüringen, nước Đức. Đô thị Leutenberg có diện tích 57,17 km². Đô thị này tọa lạc ở rừng Thüringen, 18 km về phía đông nam của Saalfeld.